# Милорадове
Милорадо́ве — село в Україні, у Великорублівській сільській громаді Полтавського району Полтавської області. Населення становить 1059 осіб. До 2020 орган місцевого самоврядування — Великорублівська сільська рада.

## Географія
Село Милорадове розташоване на лівому березі пересихаючої річки Ковжижа, вище за течією примикає село Ковжижа, нижче за течією на відстані 1 км розташоване село Глобівка, на протилежному березі — село Чоботарі. Через село проходить автомобільна дорога Т 1707.

## Населення

### Мова
Розподіл населення за рідною мовою за даними перепису 2001 року:
| Мова       | Кількість | Відсоток |
| ---------- | --------- | -------- |
| українська | 798       | 98.64%   |
| російська  | 9         | 1.11%    |
| білоруська | 2         | 0.25%    |
| Усього     | 809       | 100%     |

## Історія
Милорадове засноване близько 1816 року 
Село вказано на спеціальній карті Західної частини Росії Шуберта 1826-1840 років як хутір Милорадовича. 
12 червня 2020 року, відповідно до розпорядження Кабінету Міністрів України № 721-р «Про визначення адміністративних центрів та затвердження територій територіальних громад Полтавської області», село увійшло до складу Великорублівської сільської громади. 
19 липня 2020 року, в результаті адміністративно - територіальної реформи та ліквідації  Котелевського району, село увійшло до складу новоутвореного Полтавського району.

## Сьогодення
З об'єктів соціальної сфери в селі функціонує Милорадівська ЗОШ, СБК, АЗПСМ, дитячий садок «Ластівка».

## Пам'ятки природи
Неподалік від села розташований ботанічний заказник «Борівський», а також ландшафтний заказник «Великий і Малий лиман».

## Відомі люди

### Народились
- Кива Микола Андрійович — український радянський діяч, 1-й секретар Шацького районного комітету КП(б)У Волинської області. Депутат Верховної Ради УРСР 3-го скликання.
- Олійник В'ячеслав Анатолійович — український політичний діяч, Великорублівський сільський голова, починаючи з 2020 року по теперішній час.